# Laephotis
Laephotis és un gènere de ratpenats de la família dels vespertiliònids.

## Taxonomia
- L. angolensis
- L. botswanae
- L. capensis
- L. kirinyaga
- L. malagasyensis
- L. matroka
- L. namibensis
- L. robertsi
- L. stanleyi
- L. wintoni